# Семёнова, Виктория Вадимовна
Виктория Вадимовна Семёнова (3 февраля 1983, Железногорск, Красноярский край, СССР) — российская тяжелоатлетка, мастер спорта России международного класса. Двукратная чемпионка России (2004, 2006), многократный призёр чемпионатов России (2003—2014), многократный призёр кубка России (2005—2010).
Во всероссийских соревнованиях выступала за команды Красноярска и Дагестана. С 2012 года работает тренером по тяжёлой атлетике в ДЮСШ «Юность» в Железногорске.

## Спортивные результаты

### Первенства России
- Первенство России по тяжёлой атлетике среди девушек до 18 лет 2000 года (Владимир, до 69 кг) — ;
- Первенство России по тяжёлой атлетике среди девушек до 18 лет 2001 года (Казань, до 69 кг) — ;
- Первенство России по тяжёлой атлетике среди юниорок до 20 лет 2001 года (Курск, до 69 кг) — ;
- Первенство России по тяжёлой атлетике среди молодёжи 2002 года (Казань, до 75 кг) — ;
- Первенство России по тяжёлой атлетике среди молодёжи 2003 года (Чехов, до 75 кг) — ;

### Чемпионаты России
- Чемпионат России по тяжёлой атлетике 2003 года (Москва, до 69 кг) — [3];
- Чемпионат России по тяжёлой атлетике 2004 года (Уфа, до 75 кг) — [3];
- Чемпионат России по тяжёлой атлетике 2006 года (Невинномысск, свыше 75 кг) — [3];
- Чемпионат России по тяжёлой атлетике 2007 года (Сыктывкар, свыше 75 кг) — ;
- Чемпионат России по тяжёлой атлетике 2008 года (Саранск, до 69 кг) — ;
- Чемпионат России по тяжёлой атлетике 2009 года (Нальчик, до 75 кг) —  (толчок);
- Чемпионат России по тяжёлой атлетике 2010 года (Курск, до 75 кг) — ;
- Чемпионат России по тяжёлой атлетике 2013 года (Казань, до 75 кг) —  (толчок);
- Чемпионат России по тяжёлой атлетике 2014 года (Грозный, до 75 кг) — ;

### Кубок России
- Кубок России по тяжёлой атлетике 2004 года в отдельных упражнениях — [4];
- Кубок России по тяжёлой атлетике 2010 года — [4];